# Convento di Sant'Agostino (Matera)
Il complesso di Sant'Agostino, formato dalla chiesa e dal convento, è un edificio di culto risalente alla fine del Cinquecento situato nella città di Matera, precisamente nei rioni Sassi.

## Storia

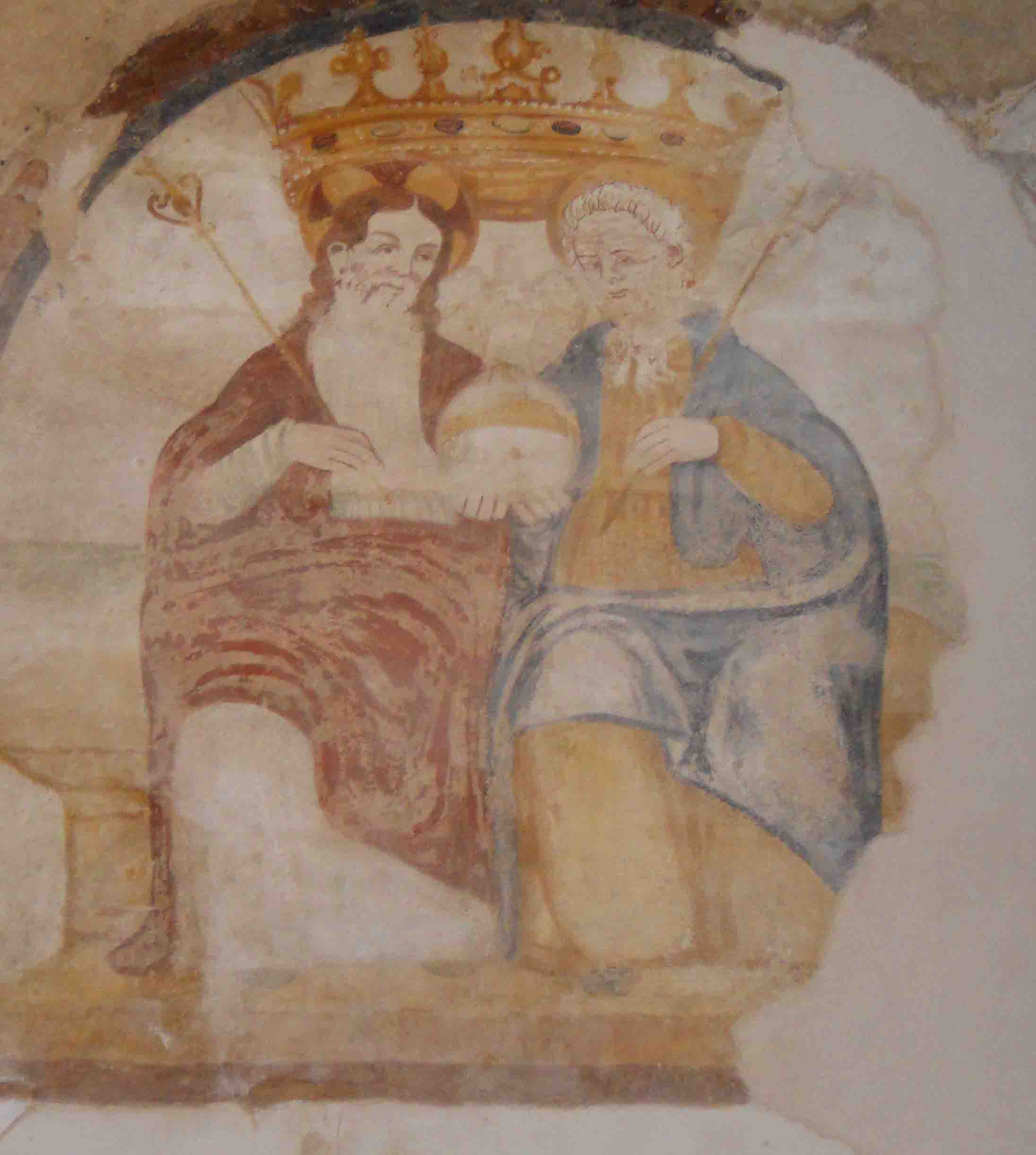
Affresco della Santissima Trinità nella chiesa rupestre di San Guglielmo da Vercelli che si trova sotto il convento di Sant'Agostino

Il complesso è costituito dal convento fatto costruire dai Monaci dell'ordine degli Emeritani di Sant'Agostino, costruito nel 1592 e dalla Chiesa di Santa Maria delle Grazie, costruita nel 1594. Il primo fu fondato su un antico ipogeo dedicato a san Guglielmo da Vercelli. Distrutto nel 1734 da un terribile terremoto, il complesso fu restaurato e in seguito diventò sede del Capitolo Generale dell'Ordine degli Agostiniani. Il convento fu poi soppresso. Oggi è sede della Soprintendenza per i Beni Architettonici e Ambientali.

## Descrizione

### Architettura

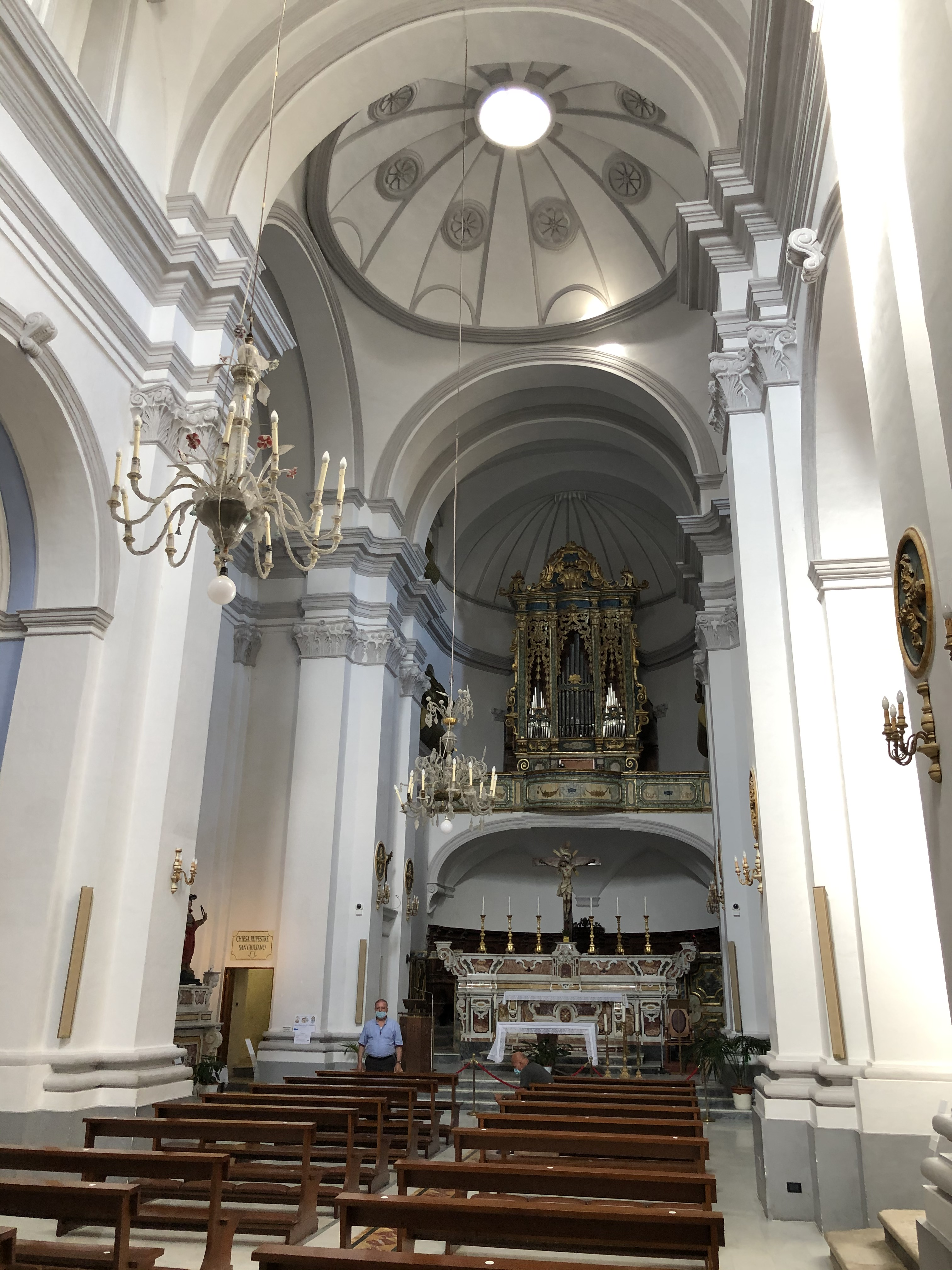
L'interno

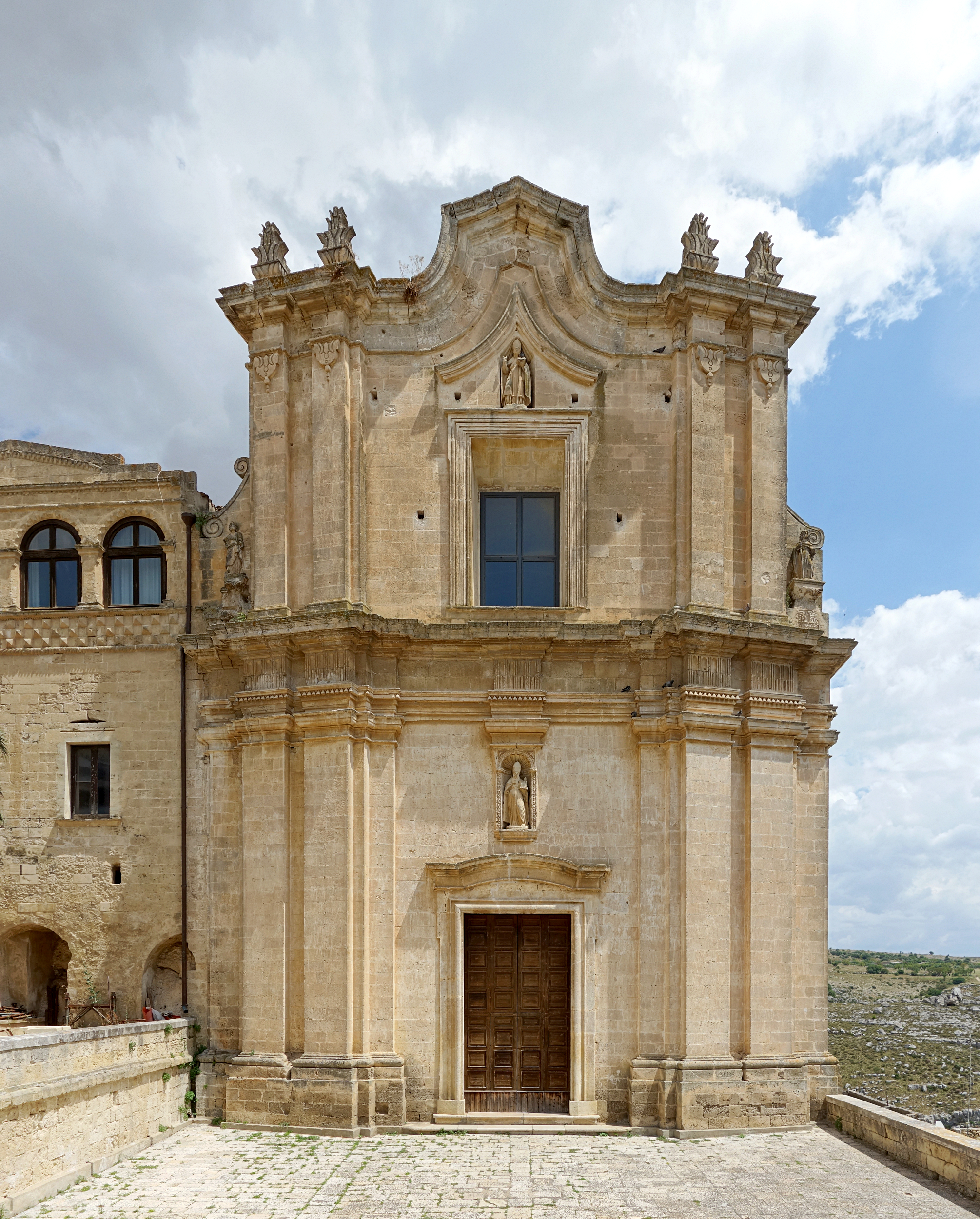
La facciata della chiesa

La facciata della chiesa è dominata dal portale centrale, sovrastato da una nicchia con la statua di Sant'Agostino. Ai due lati del cornicione sovrastante vi sono le statue di San Paolo e di San Pietro. Al centro del frontone, decorato con lesene fastigi e acroteri, si apre un finestrone rettangolare con cornice, sopra il quale una nicchia accoglie la statua di un Vescovo. Tra la chiesa e il convento, si eleva il campanile in tufo.
L'interno è a croce latina e si sviluppa in un'unica navata con altari laterali, divisi da pilastri con semicolonne e capitelli. Il primo altare a sinistra è sovrastato da una tela incorniciata da volute e foglie, che raffigura una Crocifissione con la Maddalena, san Giovanni Battista e la Madonna. Il secondo è dedicato alla Madonna delle Grazie. Il terzo è dominato da una tela raffigurante san Nicola da Tolentino, San Vito, la Madonna col Bambino, Sant'Apollonia e Santa Caterina.
Gli altari di destra sono in pietra scolpita e dipinta. Sul primo, una tela raffigura alcuni santi come san Francesco da Paola, San Leonardo, San Giuseppe e sant'Anna. Nel dipinto del secondo altare è raffigurata la Santa Trinità e altri santi. Il terzo altare è sovrastato dalla tela della Madonna delle Grazie con in basso Sant'Agostino.
Il transetto, sormontato da una cupola, contiene una statua di San Vito, e una di Sant'Agostino. In fondo si trova il coro ligneo. Davanti al coro c'è l'altare maggiore in marmo intarsiato, su cui è collocato un crocifisso ligneo del XVI secolo.

### Organo a canne
Sulla cantoria dietro l'altare maggiore, si trova l'organo a canne, costruito nel 1749 dall'organaro Petrus De Simone junior. Lo strumento, ripristinato nel 2005 dall'organaro Nicola Canosa con un restauro, ha un'unica tastiera di 49 note con prima ottava cromatica estesa ed una pedaliera a leggio di 12 note costantemente unita al manuale. La trasmissione è integralmente meccanica e lo strumento è alimentato da tre mantici a cuneo situati dietro l'organo.